# Hôtel de ville de Vilnius
L'Hôtel de ville de Vilnius (en lituanien : Vilniaus rotušė) est un hôtel de ville historique situé sur la place du même nom dans la vieille ville de Vilnius, en Lituanie.

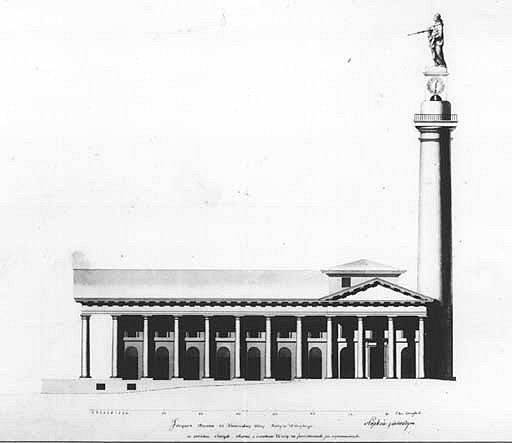
Le premier projet de reconstruction de Laurynas Gucevičius

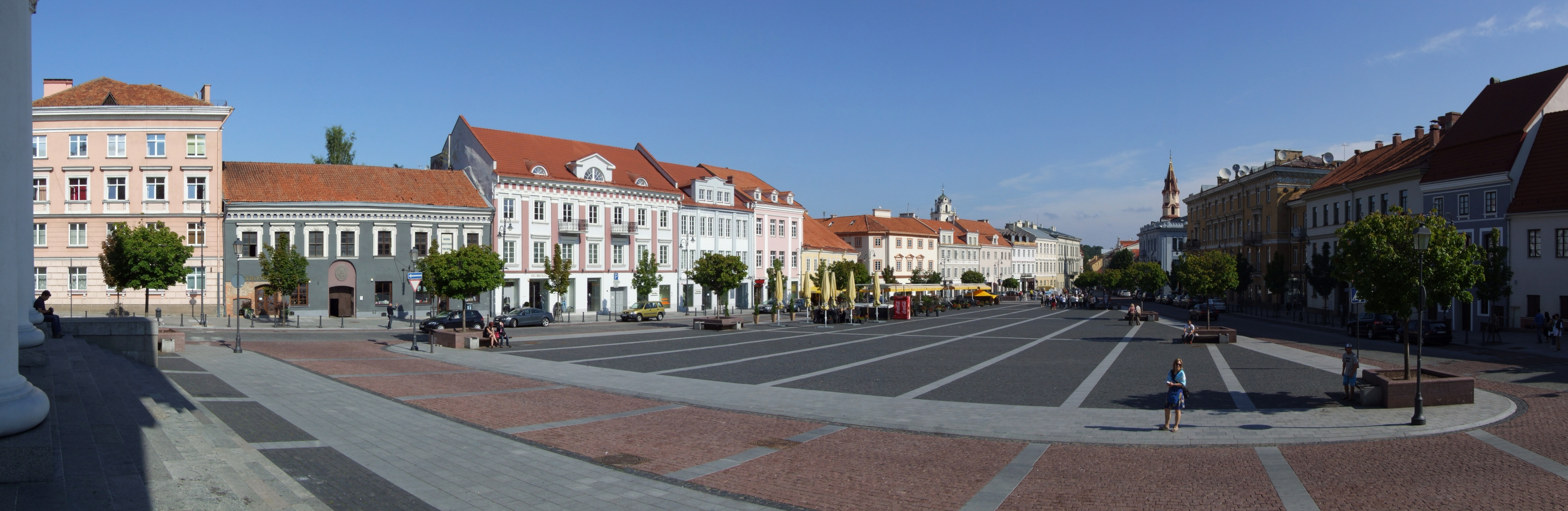
Place de l'Hôtel de ville de Vilnius après reconstruction

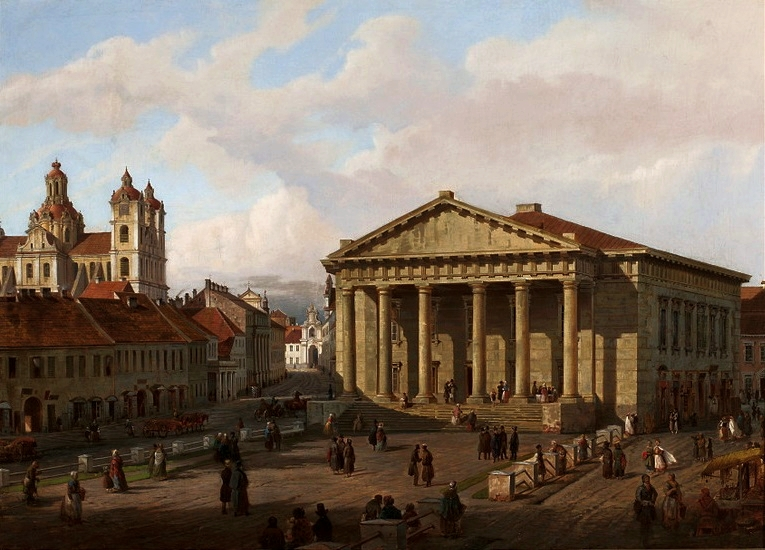
Marcin Zaleski, Hôtel de ville de Vilnius, 1863

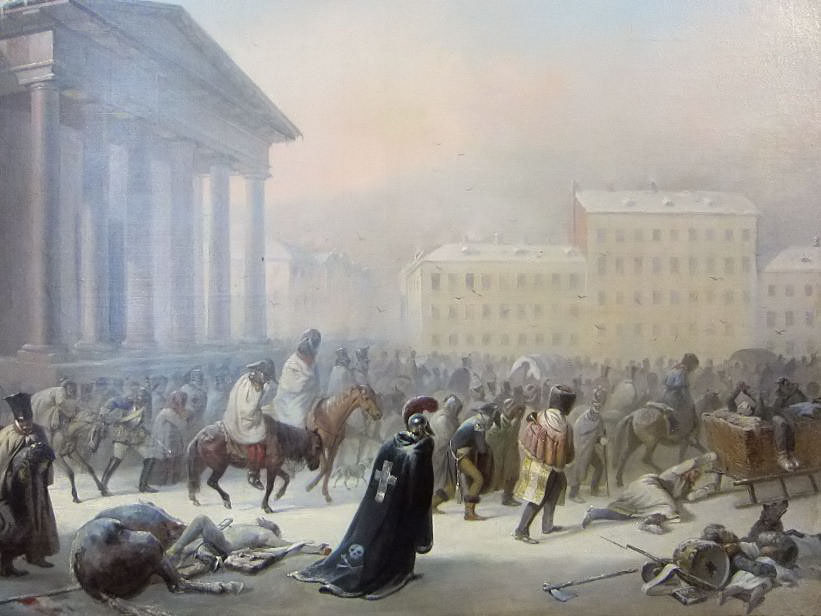
Retraite de l'armée française après l'invasion infructueuse de la Russie en 1812

## Source de traduction
- (en) Cet article est partiellement ou en totalité issu de l’article de Wikipédia en anglais intitulé « Town Hall, Vilnius » (voir la liste des auteurs).